# Panneau de signalisation de vent latéral en France
Pour les articles homonymes, voir A24 (homonymie).
Le panneau de signalisation A24 indique la proximité de vent latéral situé à une distance d’environ 150 mètres en rase campagne et 50 mètres en agglomération.

## Usage
La signalisation avancée du danger dû au vent est réalisée à l’aide du panneau A24.
En complément, il est conseillé de mettre en place une balise J7 sur un endroit exposé au vent et bien visible depuis la route, de jour comme de nuit.

## Histoire
Sur le plan international le panneau est officialisé la convention sur la signalisation routière conclue à Vienne le 8 novembre 1968, sous le code A18, avec une manche à air orientée vers la droite.
La France ratifie la Convention de Vienne le 9 décembre 1971 et en transpose les dispositions dans sa réglementation avec les arrêtés des 6 et 7 juin 1977 qui adoptent le fond blanc, le large listel rouge mais où la manche à air est orientée vers la gauche.

## Caractéristiques et modalités de pose

### Caractéristiques dimensionnelles
| Gamme       | Largeur du côté du triangle |
| ----------- | --------------------------- |
| Très grande | 1500 mm                     |
| Grande      | 1250 mm                     |
| Normale     | 1000 mm                     |
| Petite      | 700 mm                      |
| Miniature   | 500 mm                      |

Comme pour tous les panneaux de signalisation de danger, il existe cinq gammes de dimensions de panneaux A24.
Dans le cas le plus général, c’est la gamme normale qui est utilisée. Sur les routes à caractère non autoroutier, les panneaux de la grande gamme doivent être employés lorsque la gamme normale n’offre pas des conditions de lisibilité optimales au regard de la vitesse pratiquée. Les panneaux de la petite gamme sont utilisés quand il y a des difficultés pour l'implantation de panneaux de la gamme normale (rangée d'arbres près de la chaussée, route de montagne, accotements réduits, en tunnels, trottoirs étroits, etc.). Les panneaux miniatures ne sont utilisés qu'exceptionnellement, et exclusivement en agglomération et en tunnel, s'il s'agit de satisfaire à des considérations esthétiques, ou dans les cas d'implantation particulièrement difficile lorsque la dimension des panneaux de la petite gamme reste encore trop importante.

### Modalités de pose
Les modalités de pose (distance du danger, implantation par rapport au bord de la route, etc) sont communes à l'ensemble des panneaux de signalisation de danger et sont définies dans la 2e partie de l'instruction interministérielle sur la signalisation routière.

#### Arrêté du 24 novembre 1967 et Instruction Interministérielle sur la Signalisation Routière (versions actualisées)
- Arrêté du 24 novembre 1967 relatif à la signalisation des routes et autoroutes : Arrêté - version consolidée, juin 2022, 69 p. (lire en ligne) - Annexe - liste des signaux routiers, juin 2022, 81 p. (lire en ligne)
- 1re partie : Généralités, juin 2022, 62 p. (lire en ligne)
- 2e partie : Signalisation de danger, juin 2022, 26 p. (lire en ligne)

#### Histoire de la signalisation
- Marina Duhamel-Herz, Un demi-siècle de signalisation routière : naissance et évolution du panneau de signalisation routière en France, 1894-1946, Paris, Presses de l’École nationale des Ponts et Chaussées, décembre 1994, 151 p. (ISBN 2-85978-220-6)
- Marina Duhamel-Herz et Jacques Nouvier, La signalisation routière en France : de 1946 à nos jours, Paris, AMC Éditions, novembre 1998, 302 p. (ISBN 2-913220-01-0)